# USS Newman K. Perry (DD-883)
USS Newman K. Perry (DD-883/DDR-883) là một tàu khu trục lớp Gearing được Hải quân Hoa Kỳ chế tạo vào giai đoạn cuối Chiến tranh Thế giới thứ hai. Nó là chiếc tàu chiến duy nhất của Hải quân Mỹ được đặt theo tên Thiếu úy Hải quân Newman K. Perry (1880-1905), người đã thiệt mạng trong một vụ nổ nồi hơi trên pháo hạm Bennington (PG-4) vào năm 1905. Hoàn tất khi chiến tranh đã kết thúc, con tàu tiếp tục phục vụ trong giai đoạn Chiến tranh Lạnh và Chiến tranh Việt Nam cho đến khi xuất biên chế năm 1981. Nó được chuyển cho Hàn Quốc và tiếp tục phục vụ cùng Hải quân Cộng hòa Hàn Quốc như là chiếc ROKS Kyong Ki cho đến năm 1997. Con tàu bị tháo dỡ vào năm 1999.

## Thiết kế và chế tạo
Newman K. Perry được đặt lườn tại xưởng tàu của hãng Consolidated Steel Corporation ở Orange, Texas vào ngày 10 tháng 10 năm 1944. Nó được hạ thủy vào ngày 17 tháng 3 năm 1945; được đỡ đầu bởi bà Laura P. Gunter, em của Thiếu úy Perry, và nhập biên chế vào ngày 26 tháng 7 năm 1945 dưới quyền chỉ huy của Hạm trưởng, Trung tá Hải quân Norman E. Smith.

## Lịch sử hoạt động

### 1945 - 1949
Sau khi hoàn tất chạy thử máy, Newman K. Perry phục vụ trong một thời gian ngắn cùng Hạm đội Đại Tây Dương. Nó khởi hành vào ngày 7 tháng 11 năm 1945 để đi sang Trân Châu Cảng, rồi tiếp tục đi đến Nhật Bản nơi nó hoạt động cùng lực lượng chiếm đóng trong ba tháng. Con tàu quay trở về Trân Châu Cảng vào ngày 28 tháng 3 năm 1946 và được điều về Lực lượng Đặc nhiệm Hỗn hợp 1 để tham gia Chiến dịch Crossroads, cuộc thử nghiệm bom nguyên tử tại đảo Bikini. Lên đường vào ngày 27 tháng 5 để hướng đến khu vực quần đảo Marshall, nó chứng kiến hai cuộc thử nghiệm "Able" và "Baker", và đến tháng 8 đã lên đường quay trở về Hoa Kỳ.
Về đến San Diego, California vào ngày 18 tháng 8, 1946, Newman K. Perry hoạt động từ cảng này cho đến ngày 25 tháng 8, 1947, khi nó cùng Đội khu trục 132 khởi hành hướng sang phía Tây. Đi đến Yokosuka, Nhật Bản vào ngày 13 tháng 9, nó lại tiếp tục lên đường ba ngày sau đó để đi đến Thanh Đảo, Trung Quốc, nơi nó hoạt động tuần tra, hộ tống, tìm kiếm và giải cứu, chống tàu ngầm và khảo sát thủy văn. Con tàu cũng thực hành và tập trận dọc bờ biển Trung Quốc, và ngoài khơi Đài Loan và Okinawa.
Được thay phiên vào ngày 5 tháng 5, 1948, Newman K. Perry lên đường quay trở về San Diego, hoạt động huấn luyện cho nhân sự của Hải quân Dự bị trong suốt mùa Hè trước khi đi đến Xưởng hải quân Mare Island vào tháng 10 để đại tu. Nó rời San Francisco vào ngày 15 tháng 1, 1949, tiếp tục huấn luyện thực hành dọc theo vùng bờ Tây cho đến tháng 4, rồi cùng Đội khu trục 182 rời San Diego vào ngày 4 tháng 4 để chuyển sang Newport, Rhode Island, cảng nhà mới tại vùng bờ Đông Hoa Kỳ, đến nơi vào ngày 21 tháng 4.

### 1950 - 1968
Gia nhập trở lại Lực lượng Khu trục Hạm đội Đại Tây Dương, Newman K. Perry luân phiên thực hiện các lượt biệt phái sang phục vụ cùng Đệ Lục hạm đội tại Địa Trung Hải với những hoạt động thường lệ: thực hành huấn luyện cho học viên sĩ quan thuộc Học viện Hải quân Hoa Kỳ hay của Hải quân Dự bị, cơ động tập trận cùng các đơn vị khác thuộc Đệ Nhị hạm đội tại vùng bờ Đông và vùng biển Caribe. Nó được xếp lại lớp như một tàu khu trục cột mốc radar và mang ký hiệu lườn mới DDR–883 từ năm 1950 cho đến năm 1964. Cảng nhà của con tàu được chuyển đến Charleston, South Carolina vào năm 1959.
Vào năm 1964, Newman K. Perry quay trở lại một cấu hình tàu khu trục thông thường, và lấy lại ký hiệu lườn ban đầu DD-883 sau khi được sửa chữa và nâng cấp trong khuôn khổ Chương trình Hồi sinh và Hiện đại hóa Hạm đội (FRAM: Fleet Rehabilitation and Modernization). Chương trình này nhằm mục đích kéo dài vòng đời hoạt động thêm 10 đến 20 năm, đồng thời nâng cao năng lực tác chiến. Nó rời Xưởng hải quân Boston vào tháng 2, 1965 với một cầu tàu mới, những thiết bị điện tử, radar và sonar hiện đại, trang bị thêm tên lửa chống ngầm RUR-5 ASROC, cùng hầm chứa và sàn đáp để vận hành máy bay trực thăng không người lái chống tàu ngầm Gyrodyne QH-50 DASH.
Tại Địa Trung Hải vào tháng 10, 1965, Newman K. Perry gặp tai nạn va chạm với tàu sân bay Shangri-La (CV-38), khiến một thành viên thủy thủ đoàn thiệt mạng và một người khác bị thương.

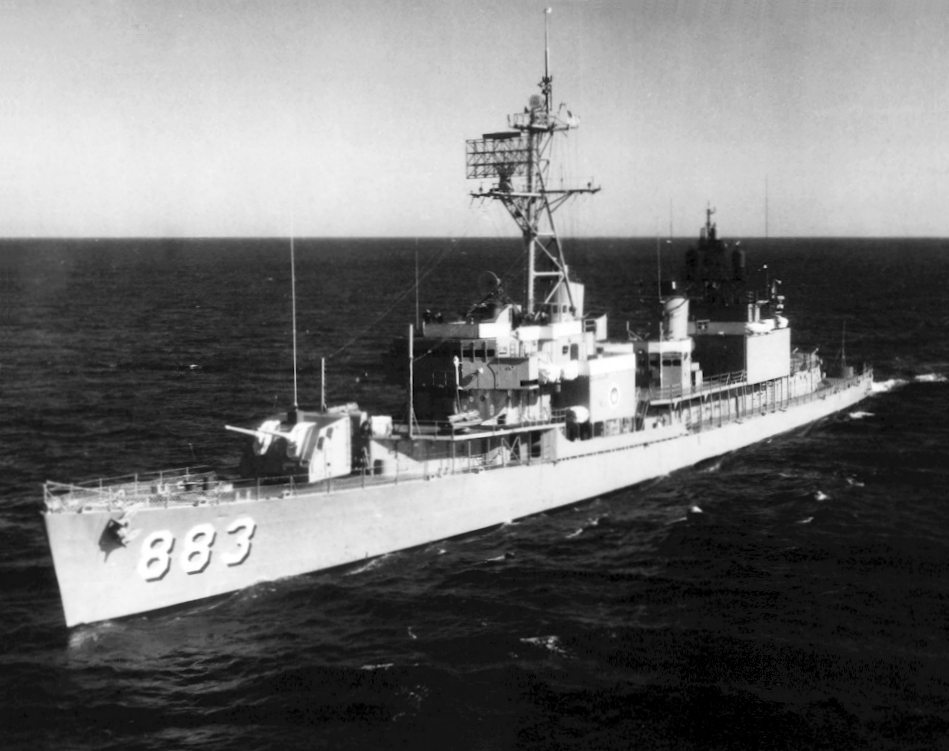
Newman K. Perry trong cấu hình sau đợt nâng cấp FRAM, vào khoảng giữa thập niên 1960

Khi cường độ xung đột ngày càng leo thang trong cuộc Chiến tranh Việt Nam, thêm nhiều lực lượng được huy động sang khu vực Tây Thái Bình Dương. Newman K. Perry đã cùng Đội khu trục 201 khởi hành từ Newport vào ngày 4 tháng 10, 1966, băng qua kênh đào Panama và có các chặng dừng tại Hawaii, Nhật Bản, Okinawa và Philippines, trước khi đi đến vùng biển ngoài khơi Đồng bằng sông Cửu Long ở Nam Việt Nam vào ngày 23 tháng 11. Nó được phân công bắn hải pháo hỗ trợ cho trận chiến trên bộ cho đến ngày 28 tháng 11, rồi chuyển đến đảo Phú Quốc ngoài khơi biên giới giữa Việt Nam và Campuchia để hỗ trợ cho các đơn vị đặc biệt tại đây trong năm ngày.
Quay trở lại khu vực Đồng bằng sông Cửu Long vào tháng 12, Newman K. Perry chuyển sang phục vụ cùng Đệ Thất hạm đội và di chuyển dọc bờ biển đến Khu phi quân sự và vịnh Bắc Bộ. Nó phục vụ hộ tống và canh phòng máy bay cho các tàu sân bay tại Trạm Yankee, cùng vai trò tìm kiếm và giải cứu (SAR: Search and Rescue) những phi công bị bắn rơi. Nó rời vùng chiến sự vào ngày 8 tháng 3, 1967 để đi sang Hong Kong, rồi quay trở lại căn cứ vịnh Subic, Philippines. Con tàu lên đường vào ngày 27 tháng 3 để quay trở về nhà qua ngã Địa Trung Hải, về đến Newport vào ngày 8 tháng 5.

### 1969 - 1981
Tại vùng bờ Đông, Newman K. Perry được đại tu tại Xưởng hải quân Boston, và đến đầu năm 1968 đã hoạt động huấn luyện ôn tập tại vùng biển Caribe. Nó khởi hành từ Newport vào ngày 4 tháng 4, 1968 cho một lượt biệt phái sang phục vụ cùng Đệ Lục hạm đội tại Địa Trung Hải, kéo dài cho đến tháng 9. Một chuyến đi tương tự được con tàu tiến hành một năm sau đó, khi nó hoạt động tại Địa Trung Hải từ tháng 4 đến tháng 10, 1969. Sang năm 1971, chiếc tàu khu trục thực hiện một chuyến đi kéo dài; sau khi tham gia các cuộc tập trận trong khuôn khổ khối NATO tại vùng biển Bắc Đại Tây Dương vào tháng 3, nó đi sang Địa Trung Hải, rồi tiếp tục hành trình đi sang phục vụ tại khu vực Ấn Độ Dương và vùng vịnh Ba Tư cho đến tháng 10.
Vào cuối năm 1971, Newman K. Perry được điều động sang Hải đội Khu trục 28 và chuyển sang vai trò huấn luyện cho lực lượng thuộc Hải quân Dự bị Hoa Kỳ. Nó đặt căn cứ tại Newport, Rhode Island với một thành phần thủy thủ đoàn hỗn hợp, bao gồm những thành viên hiện dịch lẫn trừ bị, và thực hiện những chuyến đi huấn luyện và thực hành cho học viên sĩ quan dự bị và những nhận sự hải quân dự bị vào những dịp cuối tuần. Vào tháng 10, 1974, nó gặp tai nạn va chạm với một phao tiêu tại khu vực cảng New York, bị hư hại lườn tàu tại khu vực phòng động cơ phía trước; nó phải được sửa chữa mất một tháng trong ụ tàu của hãng Todd Shipyards tại Hoboken, New Jersey. Không lâu sau đó tại Norfolk, tháp pháo phía trước bị tắc nòng khi bắn, gây thêm những thiệt hại khác.
Newman K. Perry được cho xuất biên chế đồng thời rút tên khỏi danh sách Đăng bạ Hải quân vào ngày 27 tháng 2, 1981.

### ROKSKyong Ki
Chiếb tàu khu trục được chuyển cho Hàn Quốc vào năm 1981 và tiếp tục phục vụ cùng Hải quân Cộng hòa Hàn Quốc như là chiếc ROKS Kyong Ki. Nó ngừng hoạt động năm 1997, bị hư hại do một vụ hỏa hoạn và bị tháo dỡ năm 1999.